# Herrenwyk

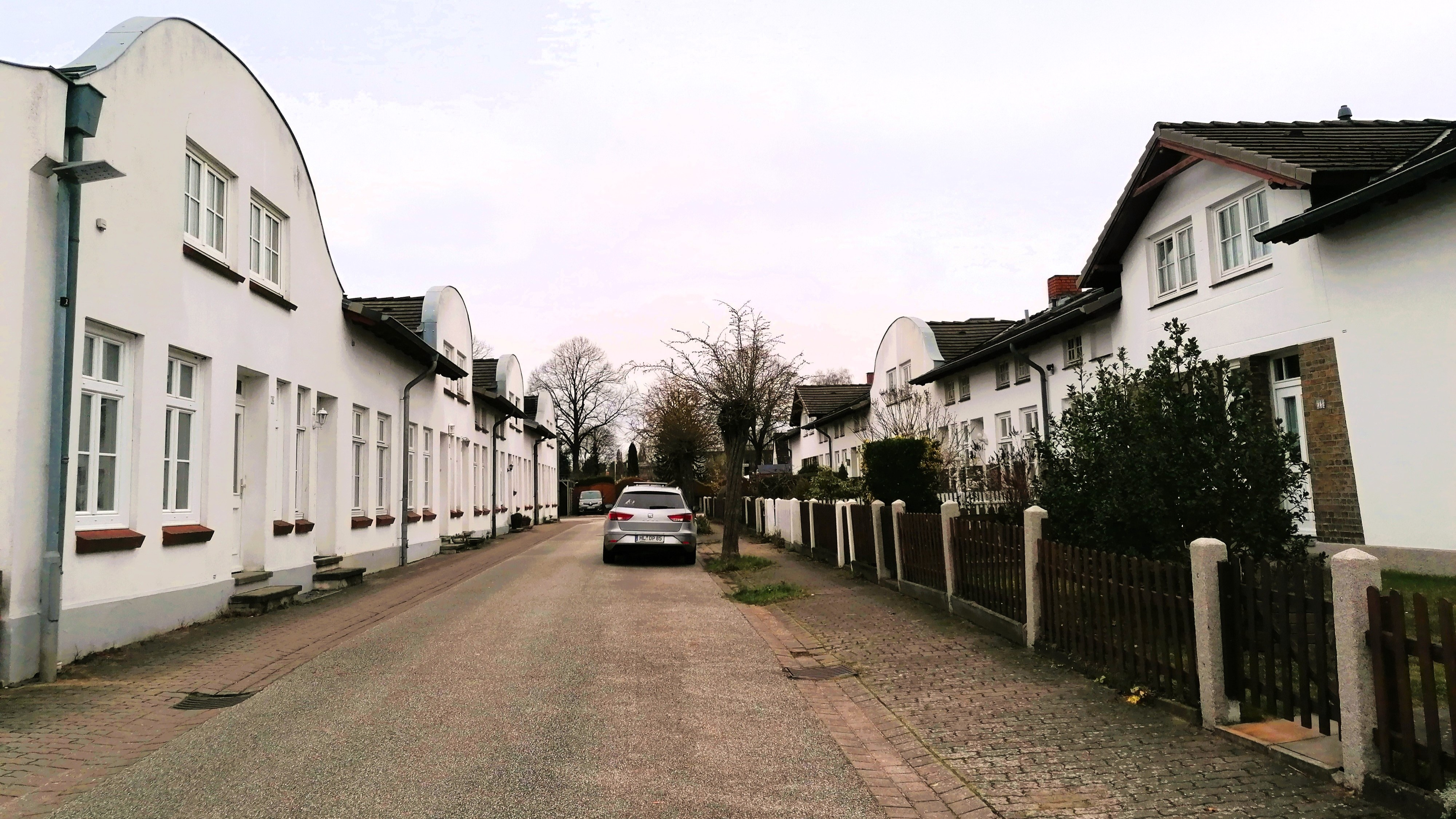
Denkmalgeschützte Gichterstraße

Herrenwyk ist ein Ortsteil des 1913 nach Lübeck eingemeindeten Stadtteils Kücknitz. Er befindet sich am nördlichen Ufer der Untertrave gegenüber dem gleichzeitig eingemeindeten Stadtteils Schlutup.

## Namensdeutung
Der Name leitet sich, ähnlich wie bei Herrenbrücke und Herreninsel, von der Bezeichnung Hering ab, der hier wegen einer natürlichen Verengung der Trave besonders reichhaltig gefangen wurde und wird. Die Endung -wyk, -wik, -wiek hat im norddeutschen Sprachraum die Bedeutung Bucht. So schreibt Heinrich Brokes in seinen Aufzeichnungen im Jahr 1613: "... sollten nach der Heeringswik ziehen, die Schiffe besehen und ...".

## Charakter des Ortsteils

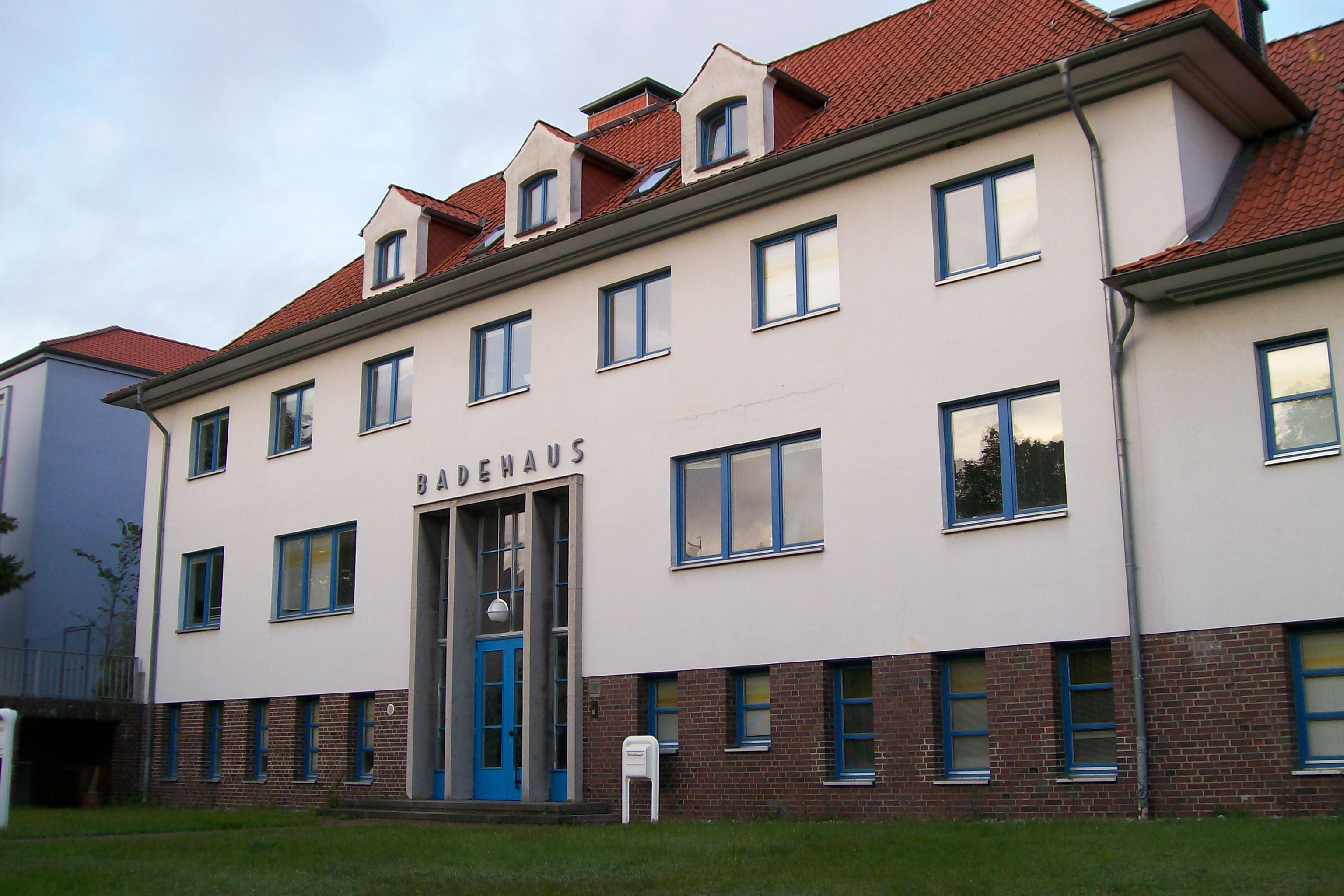
Das ehemalige Badehaus in der Hochofenstraße

Herrenwyk ist ein überwiegend von Industrie und Gewerbe geprägter Stadtteil von Lübeck. Bis in die 1990er Jahre prägten das Hochofenwerk, die Flender-Werft und die Fischindustrie diesen Arbeiterstadtteil. Auch die über die Trave führende Herrenbrücke, die größte Klappbrücke Europas, gehörte zum Erscheinungsbild Herrenwyks. Mit der Industrialisierung wurden auch umfangreiche Arbeitersiedlungen angelegt, die heute noch rund um die Eisenstraße besichtigt werden können.
Die Gebäude, die zur Zeit des Hochofenwerks entstanden, dienen heute anderen Zwecken. So ist das Kasino nun ein Seniorenwohnheim. Das frühere Badehaus, das von den Einwohnern Herrenwyks aufgesucht wurde, deren Häuser nicht über Badezimmer verfügten, dient Bürozwecken.

## Industriemuseum Geschichtswerkstatt Herrenwyk

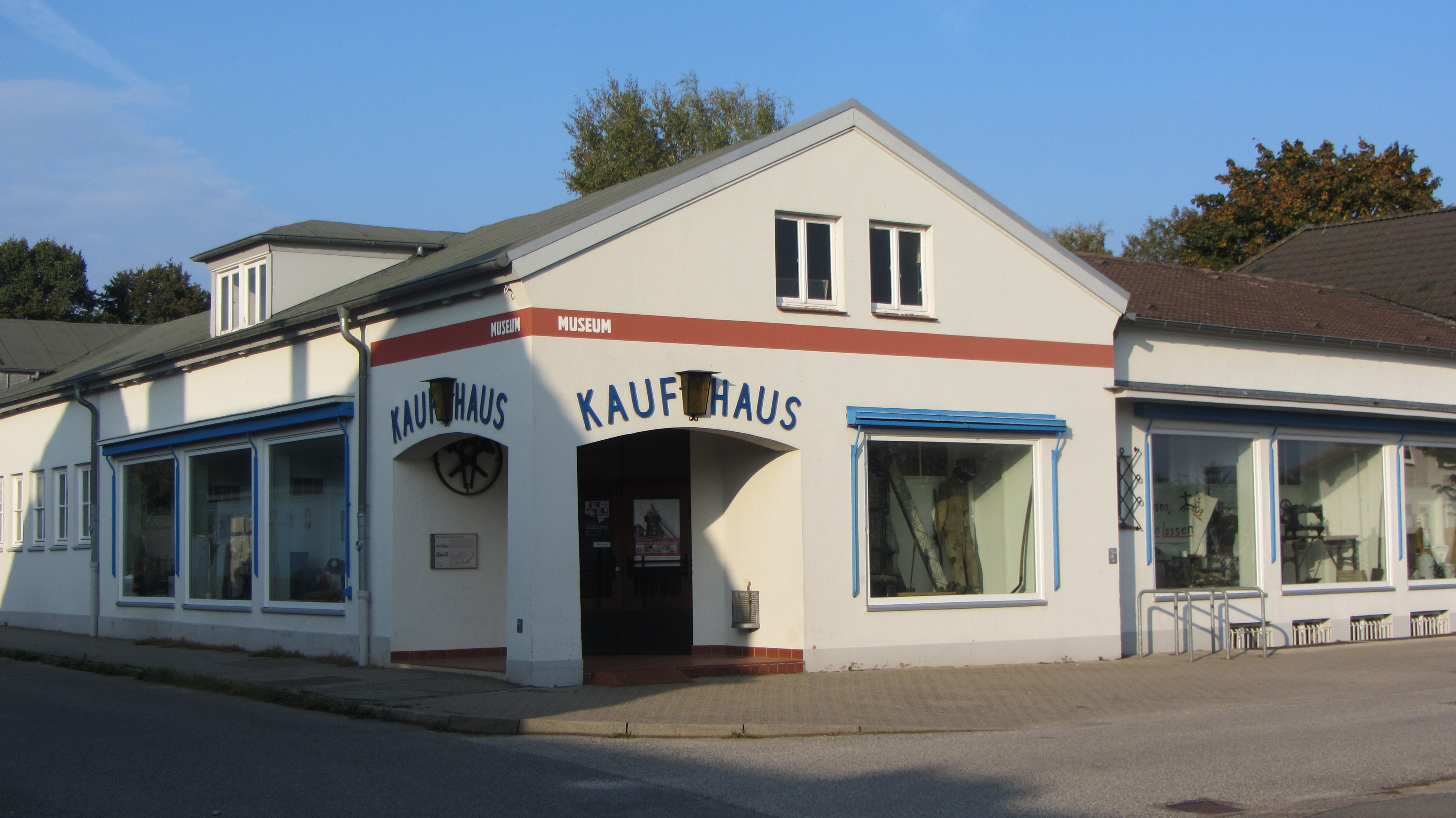
Im ehemaligen Kaufhaus befindet sich das Industriemuseum Geschichtswerkstatt Herrenwyk

An der Kreuzung Kokerstraße/Bäckereistraße befindet sich das Industriemuseum Geschichtswerkstatt Herrenwyk, ein liebevoll eingerichtetes kleines Museum mit zahlreichen Exponaten aus dem einstigen Hochofenwerk. Es gibt eine Dokumentation zu den Lebensverhältnissen der Arbeiter, einen Kaufmannsladen, eine Schmiede mit Werkzeug und einen Schmiedehammer, die Produktion von U-Boot-Teilen und von Einmann-U-Booten. In einem separaten Raum werden auf einer Karte die Industriebetriebe in Lübeck gezeigt, die im Zweiten Weltkrieg Zwangsarbeiter beschäftigten, auf einer anderen Karte die Lager der Zwangsarbeiter.

## Ehemalige Lager
Wichtig für den Ortsteil Herrenwyk waren nach dem Zweiten Weltkrieg die Flüchtlingslager Flender I, II und III sowie das Nikolauslager. In diesen Lagern waren etwa 18.000 Flüchtlinge aus den ehemaligen deutschen Ostgebieten untergebracht. Viele von ihnen fanden ihre erste Arbeit auf der Flender-Werft oder in der Fischindustrie.
Das schon von der SS als Zwangsarbeiterlager auf der Herreninsel beim heutigen Herrentunnel errichtete „Lager Am Stau“ wurde im Sommer 1947 für polnische Displaced Persons genutzt, die zum Teil gegen ihren Willen in ihre Heimat zurückgeführt wurden. Im Herbst 1947 wurden dort, wie im Lager Pöppendorf im Waldhusener Forst, von der Britischen Militärregierung die nach Deutschland gebrachten Passagiere der Exodus untergebracht, die als illegale Einwanderer am 18. Juli 1947 etwa 20 Kilometer vor Gaza von den Briten aufgebracht worden waren.
Nach Aufhebung des Lagers verfestigte sich auf der Herreninsel eine Laubenkolonie zu einer kleinen Eigenheimsiedlung auf Pachtland.

## Flender-Werft
Gegründet 1917, Insolvenz Oktober 2002
Der Zweigbetrieb der Brückenbau Flender AG ließ sich 1917 mit seinem Dock an der zu Siems gehörenden nach ihm benannten Dockstraße zwischen der Hochofen- und heutigen Flenderstraße nieder. Wie für das Hochofenwerk wurde auch für die Werke eine Arbeiterkolonie, linksseitig der Werkstraße, errichtet.

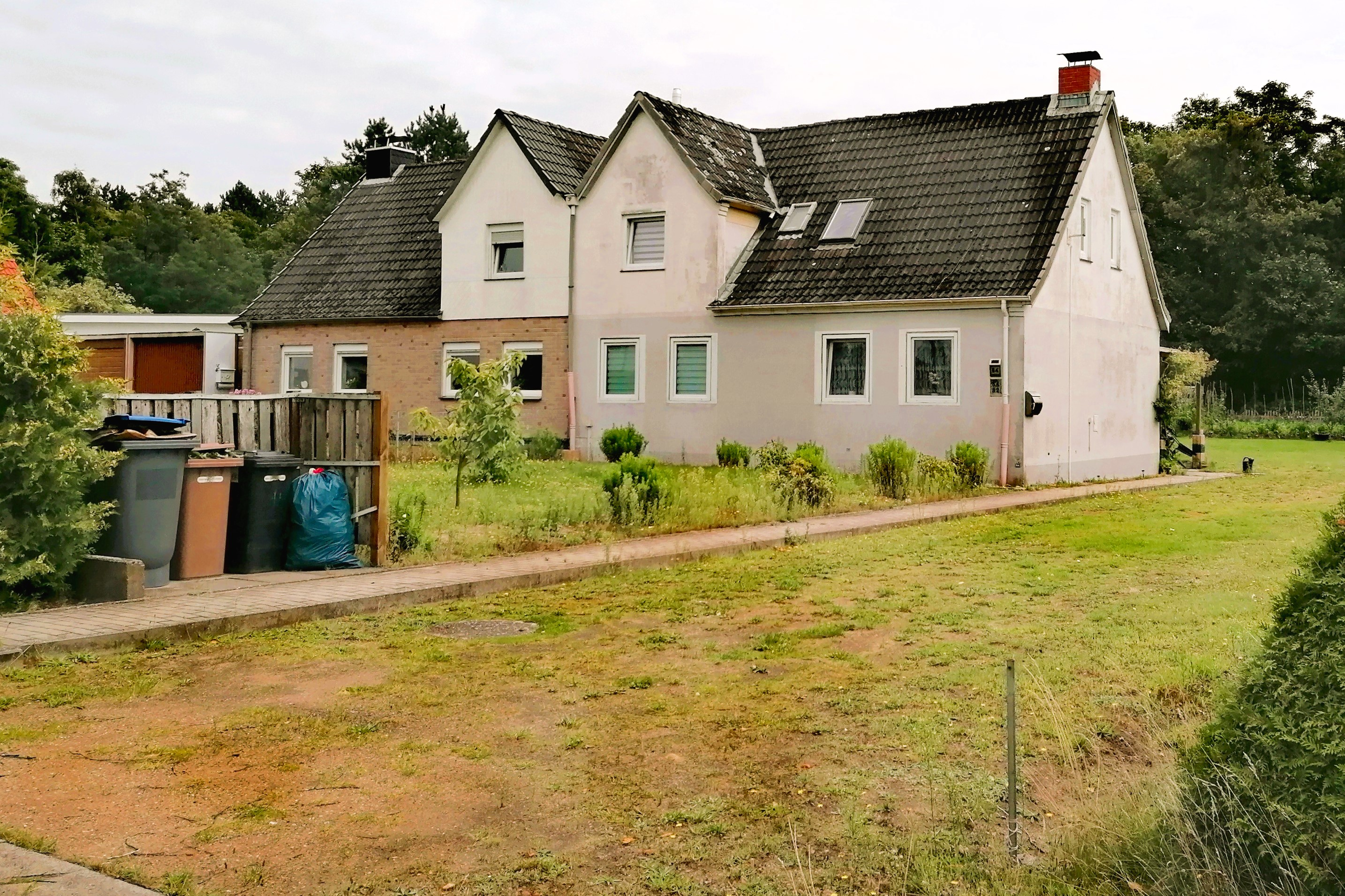
Letztes erhaltenes Volkswohnungshaus

Die 1939 rechtsseitig, gegenüber der Flendersiedlung, nach dem Muster der 1938 in der Ziegelstraße errichteten Siedlung aus über 166 Wohnungen. Es waren größtenteils Volkswohnungen (á vier Wohnungen pro Haus), die von der Heimstätte Schleswig-Holstein auf Veranlassung der Stadt für Heim-ins-Reichdeutsche aus dem Sudetenland errichtet wurden. Die Gebäude wichen nach der Insolvenz bis auf eines Einzelhäusern. Das verbliebene verfügt jedoch heute nicht mehr über die die Grundstücke einst im Garten verbindende Schuppen.
Geplant war ursprünglich nur der Bau von Schwimmdocks; sehr schnell begann dann aber auch die Konstruktion von Schiffen und U-Booten.
In den 1950er Jahren zählte die Flender-Werft mit bis zu 4000 Beschäftigten zu den größten Arbeitgebern in Lübeck. Aufgrund der Schiffbaukrise musste die Belegschaft immer mehr reduziert werden. Dennoch hielt sich die Werft, bis sie sich mit dem Bau von zwei Schnellfähren für die griechische Reederei Superfast Ferries übernahm und im Oktober 2002 Insolvenz beantragen musste. 800 verbliebene Arbeitsplätze fielen weg. Das letzte Schiff war die Norröna für die Färöer. Damit endete auch die 120-jährige Geschichte des Eisen- und Stahlschiffbaus in Lübeck. Die Flender-Werft wurde im Jahr 2006 endgültig aus dem Handelsregister gestrichen. Die Gebäude größtenteils abgerissen und das Gelände wird nun von der Reederei Lehmann für den Fährbetrieb in die Ostblockstaaten genutzt.

## Hochofenwerk
Gegründet 1905, Konkurs 1981

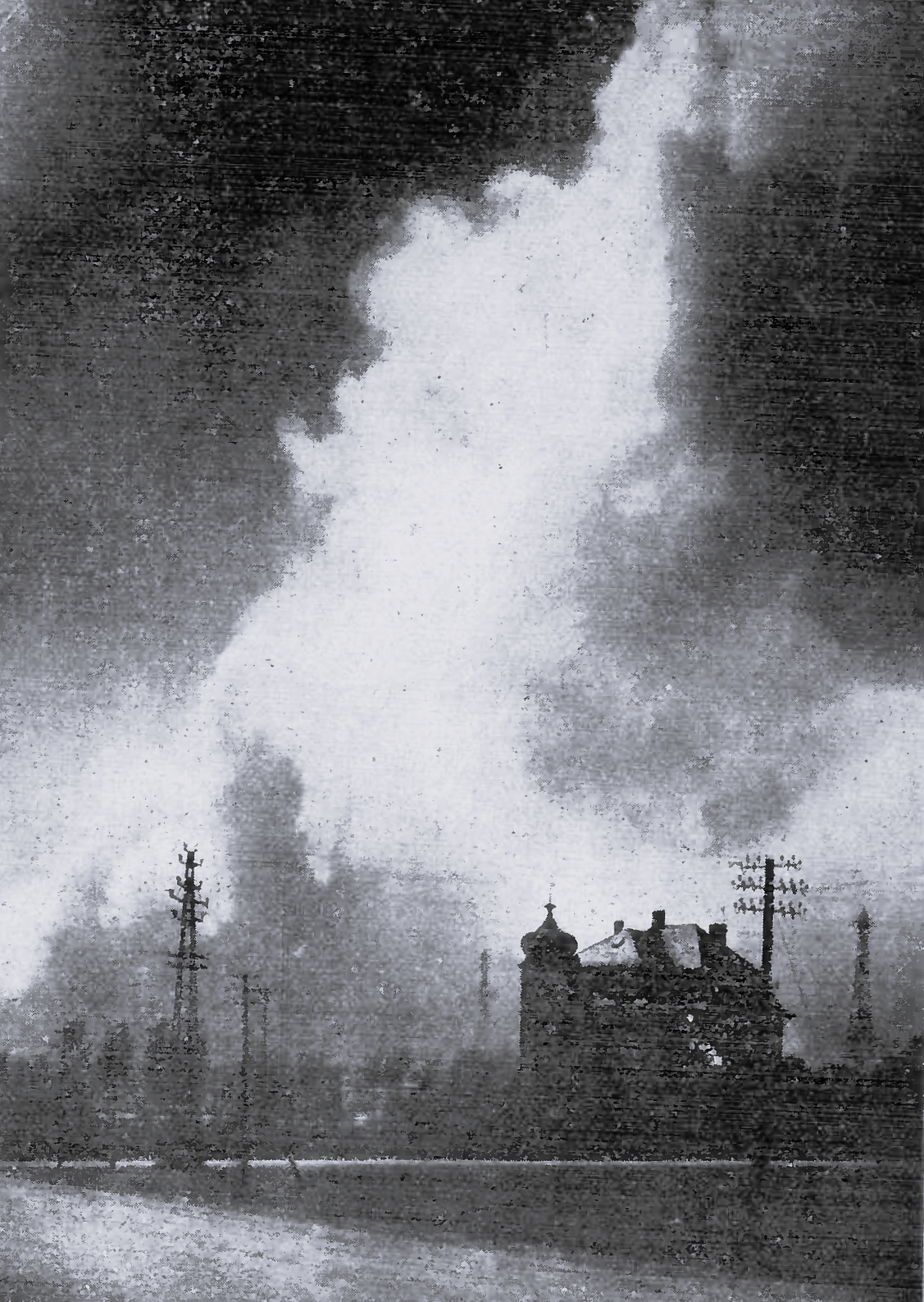
Villa von Herrenwyk aus gesehen während des Waldbrandes in der Palinger Heide am 9. Juni 1915.

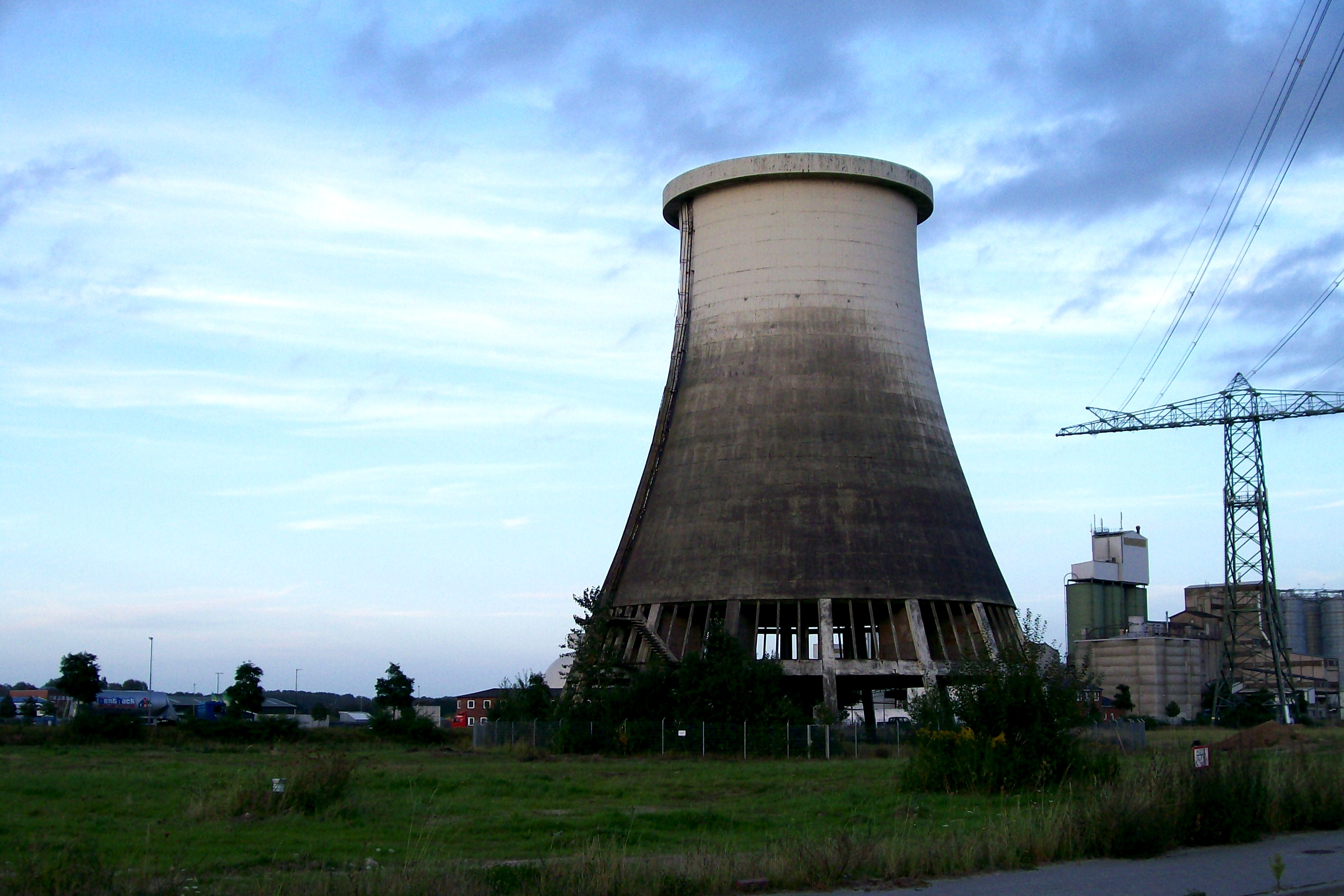
Der 1978 errichtete Kühlturm in der Straße Alter Kühlturm im Jahr 2007. Der Turm wurde 2009 abgerissen

Bis zu Beginn der 1990er Jahre war der Ortsteil Herrenwyk Standort eines großen Hüttenwerks. Das in diesem Hochofenwerk anfallende Gichtgas wurde von einem Kraftwerk in Lübeck-Herrenwyk verbrannt.
Der Grundstein für das Werk wurde am 7. November 1905 gelegt und im August 1907 in Betrieb genommen. 
Hunderte von Arbeitern kamen teilweise von weit her mit ihren großem Familien nach Lübeck und in den Bauerndörfern Herrenwyk, Kücknitz und Dummersdorf gab es für sie keine Unterbringungsmöglichkeiten. Aua diesem Grunde errichtete das Werk in der Nachbarschaft hierarchisch gegliederte Wohnungen. Im Westen war die Villa des Generaldirektors, in der Hochofenstraße die »Beamtenwohnhäuser« für Direktoren und leitende Angestellte, dahinter die Meisterhäuser und das Werkskaufhaus (heute Industriemuseum Geschichtswerkstatt Herrenwyk), dann die Arbeiterkolonie. Letztere besteht aus einstöckigen Reihenhäusern mit gleichem Grundriss, aufgelockert gestalteten Fassaden und einem Stück Garten. Mit 55 m² waren die Wohnungen für kinderreiche Familien sehr beengt. Sie besaßen keine Sanitären Einrichtungen, ein Schuppen mit Waschküche, Ställen und Plumpsklo im Garten.
Ab 1905 prägte Moritz Neumark (1866–1943) die Geschicke des Unternehmens, bis er 1934 wegen seiner jüdischen Herkunft gezwungen war, sein Amt als Generaldirektor und alleiniger Vorstand niederzulegen. 1937 übernahm Friedrich Flick das Werk, 1954 erfolgte die Umwandlung in die Metallhüttenwerke Lübeck AG, ab 1958 GmbH. Nach einem Konkursverfahren 1981 wurde das Werk 1992 abgerissen und eingeebnet. Das Gelände wurde von der am 20. April 1982 gegründeten Neue Metallhüttenwerke Lübeck GmbH verwaltet, die es seit 1991 auch nicht mehr gibt. 2009 wurde das letzte Gebäude des Unternehmens, der 1978 errichtete 42 Meter hohe Kühlturm, abgerissen. Die Fläche wird der Hafenbetreiber Lehmann KG als Park- und Rangierfläche für Trailer nutzen.

## Kraftwerke
Inbetriebnahme 1911, Abbruch 1990
Am 11. Juni 1911 ging das Kraftwerk der Nordwestdeutschen Kraftwerke AG NWK neben dem Hochofenwerk in Lübeck-Herrenwyk in Betrieb. Ein zweites Kraftwerk folgte 1942 in Lübeck-Siems. Beide Kraftwerke, die zuletzt zur PreussenElektra (jetzt E.ON) gehörten, wurden Anfang der 1990er Jahre stillgelegt und mittlerweile abgerissen.

## Stromrichterstation
An Stelle der Kraftwerke wurde die Stromrichterstation der HGÜ Baltic Cable errichtet, die 1994 in Betrieb ging. Von der Stromrichterstation Herrenwyk geht eine 380-kV-Leitung zum Umspannwerk Lübeck-Siems, die dort endet. Diese Leitung ist als einzige 380-kV-Leitung in Deutschland nicht direkt mit den übrigen Leitungen dieser Spannungsebene verbunden. Obwohl schon seit 1990 eine Fortführung nach Schwerin geplant ist, wurde dieses Projekt bisher aus Umweltschutzgründen nicht realisiert. Auf dem Areal der Stromrichterstation befindet sich auch ein 110-/10-kV-Umspannwerk, das über zwei vom Umspannwerk Lübeck-Siems kommende 110-kV-Stromkreise und einen 380-/110-kV-Transformator gespeist wird. Die 110-kV-Stromkreise sind auf der untersten Traverse der Freileitung zum Umspannwerk Lübeck-Siems, die eine kombinierte 380-/110-kV-Freileitung darstellt, montiert. Wegen der fehlenden Anbindung der Stromrichterstation in Lübeck-Herrenwyk an das mitteleuropäische 380-kV-Netz konnte das Baltic Cable bis zum Jahr 2004 nicht mit der maximalen Leistung von 600 Megawatt, sondern nur mit maximal 372 Megawatt betrieben werden.
In diesem Jahr wurde ein von der Firma Siemens konzipierter und erbauter statischer Blindleistungskompensator (SVC) in Lübeck-Siems in Betrieb genommen und ein 220-kV-Erdkabel zum Umspannwerk Lübeck-Bargerbrück verlegt, wodurch jetzt eine Übertragung mit 600 MW möglich ist.

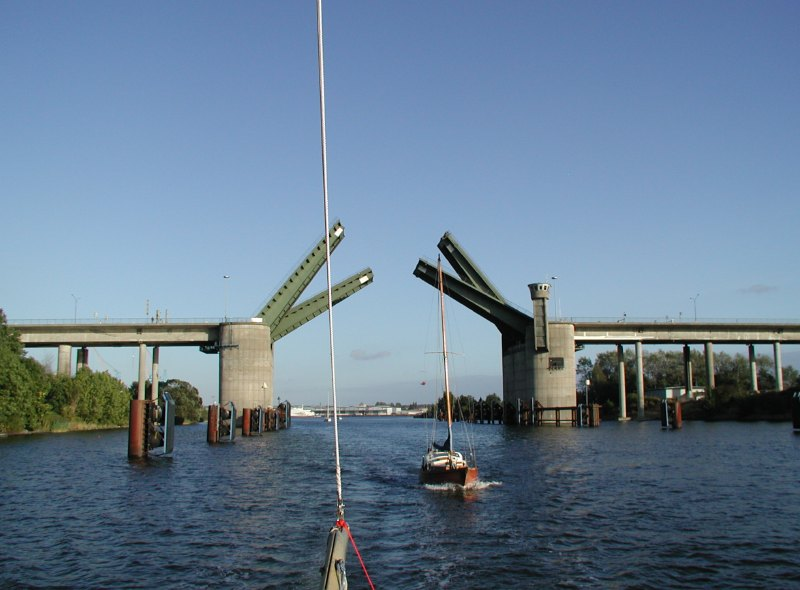
Die Herrenbrücke 2003

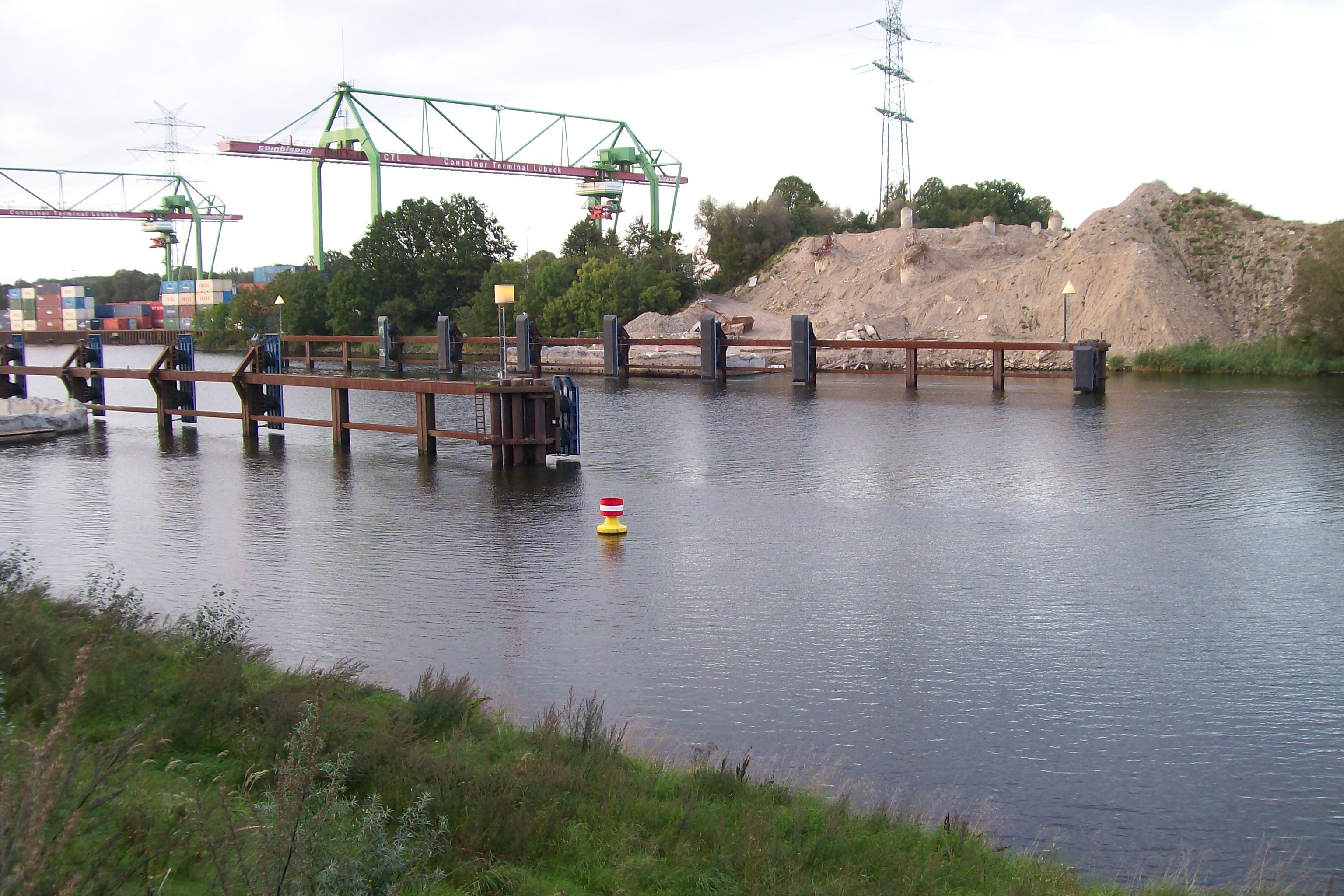
Reste der Herrenbrücke 2007

## Herrenbrücke und -tunnel
Herrenbrücke: Baubeginn 1960, Abriss ab September 2005
Die Herrenbrücke war eine Klappbrücke mit vier Stahlklappen. Mit ihrem Bau wurde am 1. September 1960 begonnen. Mit ihren Vorlandbrücken und der eigentlichen Klappbrücke kam sie auf eine Länge von etwa 550 Meter, die Breite der Fahrbahnplatte betrug 27 Meter und die lichte Weite zwischen den Strompfeilern 62 Meter. Bei einer maximalen Höhe für die Schifffahrt von 22 Meter konnten viele Fahrzeuge die Brücke ohne Öffnung passieren.
Auf Grund der vielen Defekte und immens hoher Reparatur- und Instandhaltungskosten wurde die Herrenbrücke ab September 2005 abgerissen und durch den mautpflichtigen Herrentunnel ersetzt.

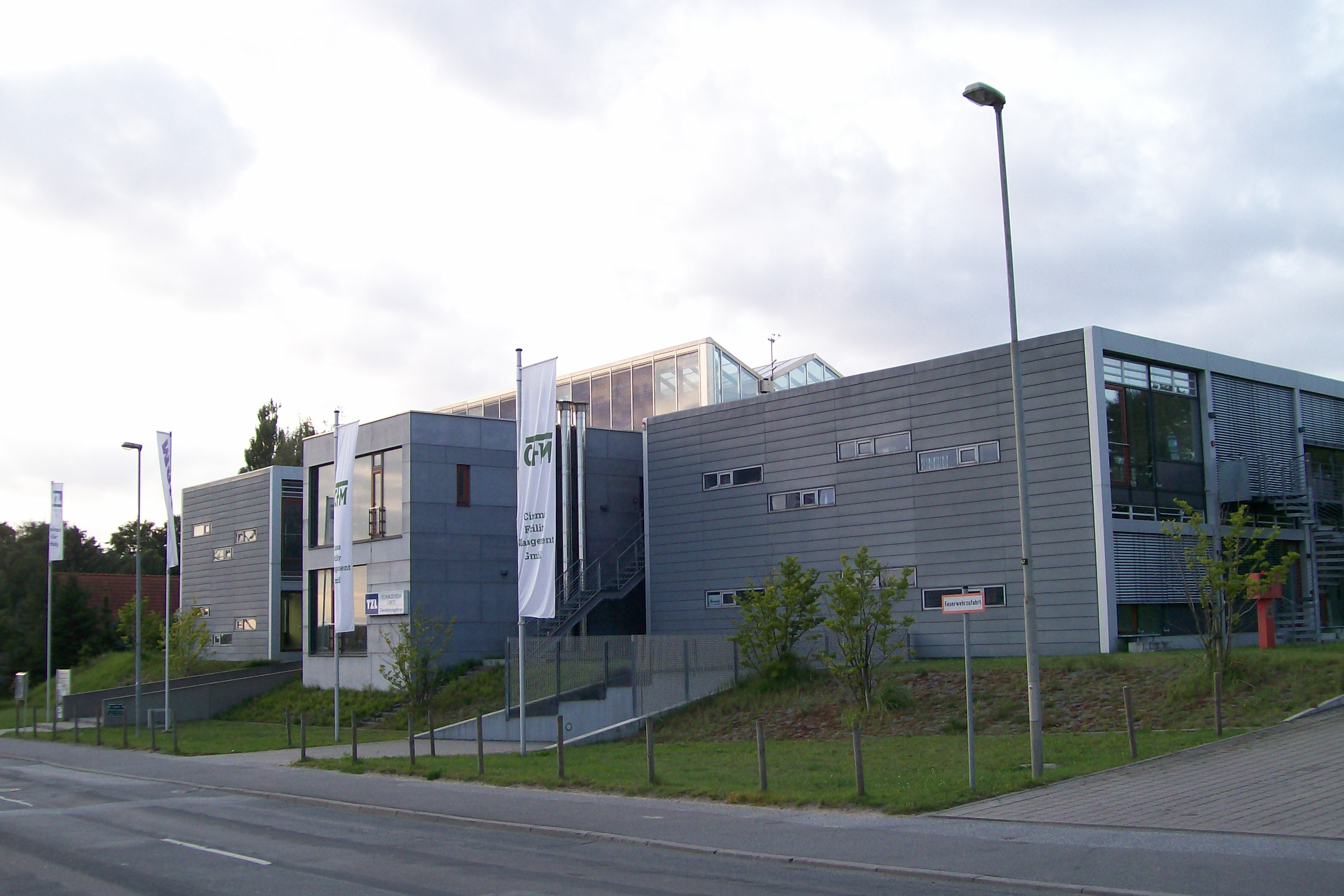
Dienstleistungszentrum des Technikzentrums

## Technikzentrum
Mit der Deindustrialisierung einher geht die Umstrukturierung. Das private Technikzentrum ist ein Technologiezentrum, das in Herrenwyk junge Unternehmen und Existenzgründer ansiedelt und betreut.

## Hafen

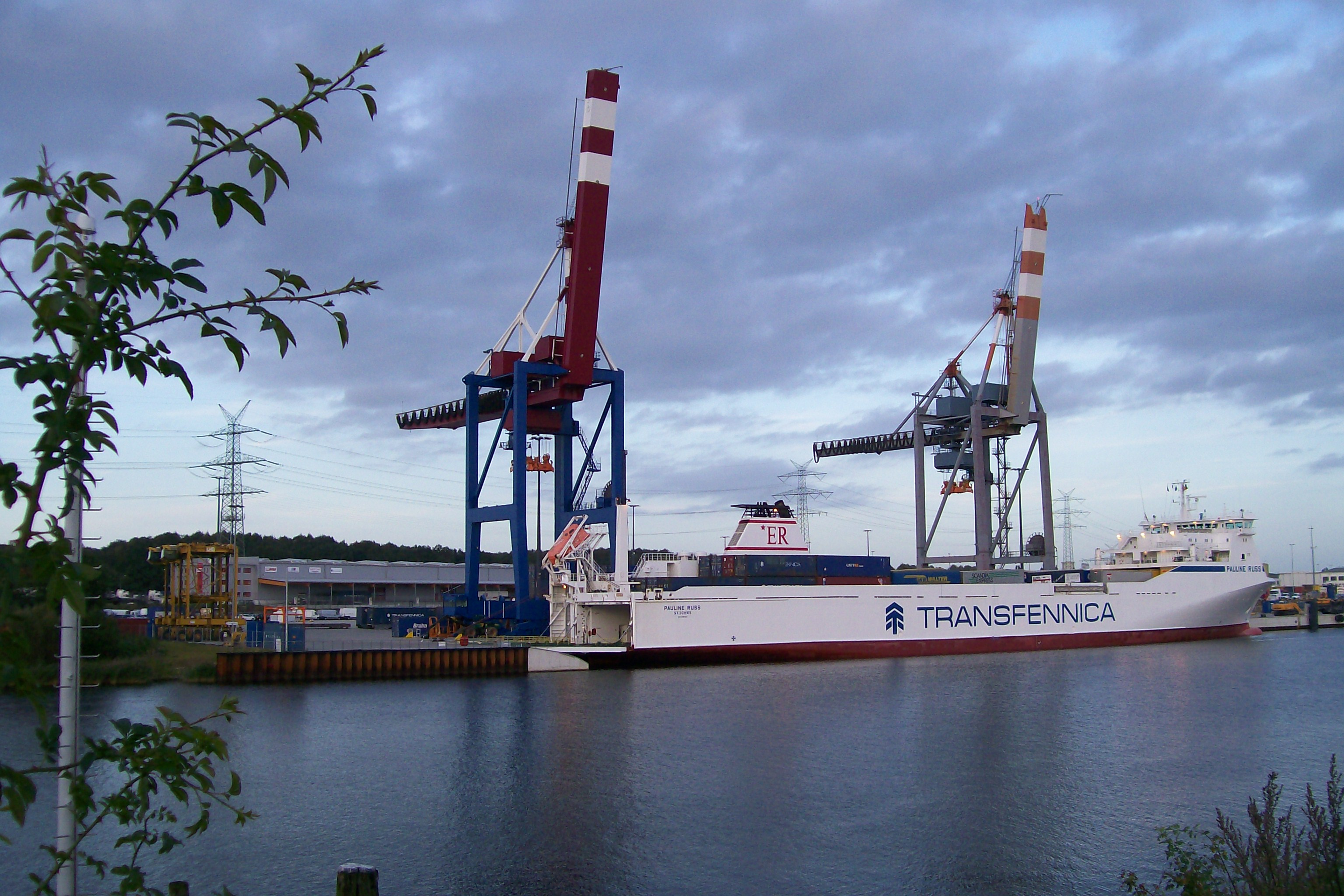
Der Seelandkai von der Herreninsel aus gesehen

Eine große Investition in Herrenwyk wurde im Hafenbereich getätigt, wobei in diesem Stadtteil drei Hafenbetreiber miteinander konkurrierten. Die städtische Lübecker Hafengesellschaft (LHG) betreibt den Seelandkai mit drei Liegeplätzen, die private Lehmann-Gruppe baute das ehemalige Werftgelände der Flender-Werke zu einem Umschlaghafen mit mehreren Liegeplätzen an verschiedenen Kaianlagen um und übernahm auch das CTL-Gelände der Hamburger Hafen und Logistik (HHLA), die dort bis 2009 ein neues Containerterminal besonders für den schienengebundenen Containertransport betrieb.